# Šime Vrsaljko

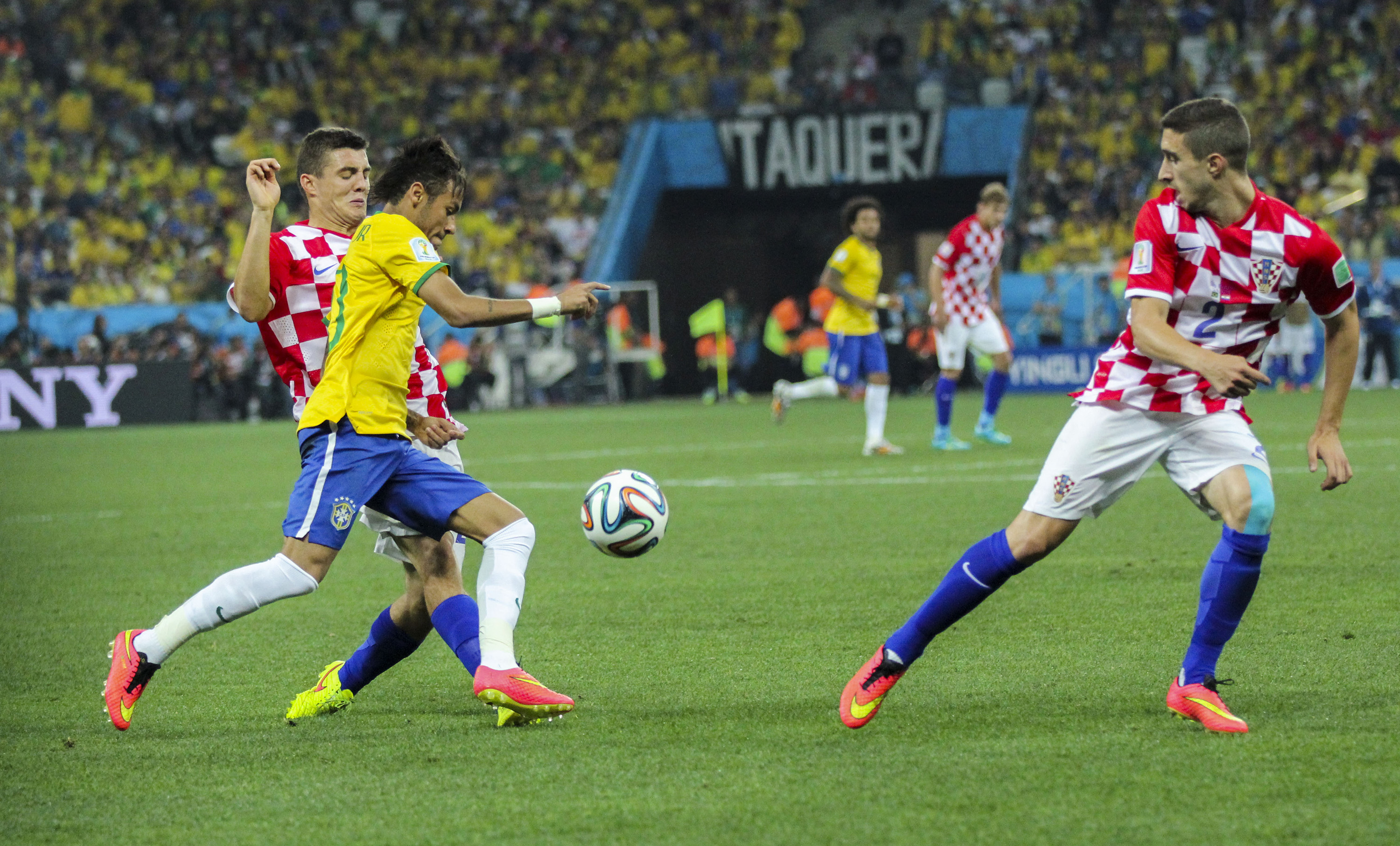
Vrsaljko (rechts) op het wereldkampioenschap in de openingswedstrijd tegen Brazilië

Šime Vrsaljko (Rijeka, 10 januari 1992) is een Kroatisch voormalig voetballer die doorgaans als rechtsachter speelde.

## Clubcarrière
Vrsaljko speelde in de jeugdopleiding voor NK Zadar. In 2006 trok hij naar GNK Dinamo Zagreb. In 2009 leende die club hem uit aan NK Lokomotiva om ervaring op te doen op het hoogste niveau. Op 26 juli 2009 debuteerde hij voor die club op 17-jarige leeftijd in de beker tegen HNK Rijeka. Hij speelde alle 17 competitiewedstrijden met Lokomotiva mee in 2009 en startte in al die wedstrijden ook telkens in de basiself.
Op 22 december 2009 keerde hij terug bij Dinamo Zagreb. Hij debuteerde op 27 februari 2010 tegen NK Croatia Sesvete. Hij speelde dat seizoen nog negen wedstrijden mee met Dinamo Zagreb. In totaal speelde hij dat seizoen 27 competitiewedstrijden. Vrsaljko maakte zijn Europese debuut tegen het Moldavische Sheriff Tiraspol in de derde voorronde van de Champions League. Op 29 augustus 2010 scoorde hij zijn eerste doelpunt voor Dinamo Zagreb tegen HNK Cibalia Vinkovci.
Na Tin Jedvaj vertrok ook Vrsaljko in juli 2013 naar Italië. Genoa CFC lijfde Vrsaljko in van GNK Dinamo Zagreb voor € 4 miljoen. Vrsaljko debuteerde voor Genoa CFC in de Coppa Italia tegen Spezia Calcio 1906 op 17 augustus 2013. Genoa CFC verloor in deze wedstrijd met 5-4. Zijn Serie A-debuut maakte de Kroaat zeven dagen later in een duel tegen FC Internazionale Milano, waarin hij de gehele negentig minuten op het veld was.
In juli 2014 verkaste de Kroaat naar US Sassuolo. In Sassuolo kreeg Vrsaljko rugnummer twee. De Kroaat liep een blessure op in de wedstrijd tegen FC Internazionale Milano, die de wedstrijd won met 7-0 op 16 september 2014. Vrsaljko moest door de blessure enkele weken rusten. In de tiende speelronde van de Italiaanse competitie keerde Vrsaljko terug in de ploeg van Eusebio Di Francesco, waar hij de volle negentig minuten speelde in een gelijkspel tegen Chievo Verona. In de zomer van 2015 sloeg Vrsaljko een bod van AC Milan af en koos hij voor Sassuolo, volgens directeur Giovanni Carnevali. Vrsaljko tekende in juli 2016 een contract tot medio 2021 bij Atlético Madrid. Dat betaalde circa €15.000.000,- voor hem aan Sassuolo. Met Atlético Madrid werd Vrsaljko in 2021 kampioen van Spanje. Een echt groot aandeel had hij hier echter niet in.

## Clubstatististieken
| Seizoen | Club                | Land             | Competitie       | Competitie | Competitie | Beker | Beker | Internationaal | Internationaal | Totaal | Totaal |
| Seizoen | Club                | Land             | Competitie       | Wed.       | Dlp.       | Wed.  | Dlp.  | Wed.           | Dlp.           | Wed.   | Dlp.   |
| ------- | ------------------- | ---------------- | ---------------- | ---------- | ---------- | ----- | ----- | -------------- | -------------- | ------ | ------ |
| 2009/10 | Dinamo Zagreb       | Vlag van Kroatië | 1. HNL           | 0          | 0          | 0     | 0     | —              | —              | 0      | 0      |
| 2009/10 | → Lokomotiva Zagreb | Vlag van Kroatië | 1. HNL           | 17         | 0          | 0     | 0     | —              | —              | 17     | 0      |
| 2009/10 | Dinamo Zagreb       | Vlag van Kroatië | 1. HNL           | 10         | 0          | 0     | 0     | —              | —              | 10     | 0      |
| 2010/11 | Dinamo Zagreb       | Vlag van Kroatië | 1. HNL           | 16         | 1          | 1     | 0     | 8              | 0              | 24     | 1      |
| 2011/12 | Dinamo Zagreb       | Vlag van Kroatië | 1. HNL           | 22         | 0          | 0     | 0     | 8              | 0              | 30     | 0      |
| 2012/13 | Dinamo Zagreb       | Vlag van Kroatië | 1. HNL           | 25         | 0          | 0     | 0     | 7              | 0              | 32     | 0      |
| 2013/14 | Genoa CFC           | Vlag van Italië  | Serie A          | 22         | 0          | 1     | 0     | —              | —              | 23     | 0      |
| 2014/15 | US Sassuolo         | Vlag van Italië  | Serie A          | 22         | 0          | 1     | 0     | —              | —              | 23     | 0      |
| 2015/16 | US Sassuolo         | Vlag van Italië  | Serie A          | 35         | 0          | 1     | 0     | —              | —              | 36     | 0      |
| 2016/17 | Atlético Madrid     | Vlag van Spanje  | Primera División | 14         | 0          | 6     | 1     | 5              | 0              | 25     | 1      |
| 2017/18 | Atlético Madrid     | Vlag van Spanje  | Primera División | 21         | 0          | 3     | 0     | 5              | 0              | 33     | 0      |
| 2018/19 | → Internazionale    | Vlag van Italië  | Serie A          | 10         | 0          | 1     | 0     | 2              | 0              | 13     | 0      |
| 2019/20 | Atlético Madrid     | Vlag van Spanje  | Primera División | 5          | 0          | 0     | 0     | 2              | 0              | 7      | 0      |
| 2020/21 | Atlético Madrid     | Vlag van Spanje  | Primera División | 9          | 0          | 0     | 0     | 0              | 0              | 9      | 0      |
| Totaal  | Totaal              | Totaal           | Totaal           | 228        | 1          | 13    | 1     | 37             | 0              | 278    | 2      |

## Interlandcarrière
Vrsaljko ontving zijn eerste oproep voor het Kroatisch voetbalelftal op 2 november 2010 voor de EK-kwalificatiewedstrijd tegen Malta. Op 9 februari 2011 debuteerde hij voor zijn vaderland in een vriendschappelijke wedstrijd tegen Tsjechië. Hij was met Kroatië actief op het Europees kampioenschap voetbal 2012, maar speelde geen enkele wedstrijd. Darijo Srna kreeg de voorkeur op de rechtsachterpositie van toenmalig bondscoach Slaven Bilić.
Vrsaljko werd in mei 2014 opgenomen in de Kroatische selectie voor het wereldkampioenschap in Brazilië  door bondscoach Niko Kovač. Hij verdedigde als linksachter naast Dejan Lovren het Kroatische doel in de openingswedstrijd van het toernooi tegen Brazilië (3–1 verlies). Vrsaljko was in de volgende twee groepswedstrijden ook actief. Vanwege de geblesseerde Danijel Pranjić verving Vrsaljko hem als linksback op het wereldkampioenschap.

### EK 2016
Vrsaljko werd door Kovač opgeroepen voor de vriendschappelijk wedstrijd tegen Cyprus en de eerste EK-kwalificatie tegen Malta op respectievelijk 4 september 2014 en 9 september 2014. Voor de EK-kwalificatiewedstrijden in oktober 2014 kreeg Vrsaljko nogmaals een oproep, maar viel later af wegens een blessure. Op 12 november 2014 speelde Vrsaljko als aanvoerder van de Kroatische nationale ploeg zijn tiende wedstrijd tegen het Argentijnse voetbalelftal van aanvoerder Lionel Messi. Bondscoach Kovač besloot Vrsaljko ook mee te nemen naar de EK-kwalificatiewedstrijd tegen Italië. Vrsaljko kwam in dit duel op het San Siro in Milaan niet in actie. Hij werd opgeroepen in mei 2015 door de Kroatische bondscoach voor de vriendschappelijke wedstrijd tegen Gibraltar en de EK-kwalificatiewedstrijd tegen Italië op respectievelijk 7 juni en 12 juni 2015. Vrsaljko startte in Varaždin in de basis en tegen Italië als wissel. Vrsaljko speelde vervolgens nog tegen Azerbeidzjan en Noorwegen in de kwalificatiereeks.
Twee maanden later werd hij opnieuw ingezet door de bondscoach in het vriendschappelijke duel tegen Rusland, als wissel voor aanvoerder Darijo Srna.
Vrsaljko maakte deel uit van de definitieve selectie van Kroatië voor het Europees kampioenschap in Frankrijk. Kroatië werd op 26 juni in de achtste finale tegen Portugal uitgeschakeld na een doelpunt van Ricardo Quaresma in de verlenging.
WK 2018
Sime Vrsaljko maakte deel uit van de selectie. Hij speelde de eerste twee groepswedstrijden tegen respectievelijk Nigeria (2-0 overwinning) en Argentinië (0-3 overwinning). De derde groepswedstrijd kreeg hij rust. Zowel in de achtste finale (2-1 winst na verlenging tegen Denemarken) als in de halve finale tegen Engeland(2-1 overwinning) speelde Sime Vrsaljko de volledige 120 minuten uit (verlenging). In de kwartfinale tegen Rusland (1-1, 4-3 na strafschoppen) werd hij vervangen in de 97e minuut (in de verlenging). De finale speelde hij volledig uit. Deze ging met 4-2 verloren tegen Frankrijk.
EK 2020
Vrsaljko werd ook voor het EK 2020, dat gespeeld werd in 2021, opgeroepen. Hij speelde weliswaar de eerste twee groepswedstrijden (1-0 nederlaag tegen Engeland / 1-1 gelijkspel tegen Tsjechië), maar verder maakte Vrsaljko geen minuten meer. Na de achtste finale was er ook geen kans meer op minuten, het toernooi stopte daar voor de Kroaten.

### Internationale wedstrijden
| №                                  | Datum                            | Locatie                                | Wedstrijd                        | Uitslag                          | Competitie                       | Goals                            |
| Als speler van GNK Dinamo Zagreb   | Als speler van GNK Dinamo Zagreb | Als speler van GNK Dinamo Zagreb       | Als speler van GNK Dinamo Zagreb | Als speler van GNK Dinamo Zagreb | Als speler van GNK Dinamo Zagreb | Als speler van GNK Dinamo Zagreb |
| ---------------------------------- | -------------------------------- | -------------------------------------- | -------------------------------- | -------------------------------- | -------------------------------- | -------------------------------- |
| 1.                                 | 9 februari 2011                  | Stadion Aldo Drosina, Pula             | Kroatië – Tsjechië               | 4 – 2                            | Vriendschappelijk                | 0                                |
| 2.                                 | 10 augustus 2011                 | Aviva Stadium, Dublin                  | Ierland – Kroatië                | 0 – 0                            | Vriendschappelijk                | 0                                |
| 3.                                 | 2 september 2011                 | Ta' Qalistadion, Ta' Qali              | Malta – Kroatië                  | 1 – 3                            | EK-kwalificatie 2012             | 0                                |
| 4.                                 | 25 mei 2012                      | Stadion Aldo Drosina, Pula             | Kroatië – Estland                | 3 – 1                            | Vriendschappelijk                | 0                                |
| Als speler van Genoa CFC           |                                  |                                        |                                  |                                  |                                  |                                  |
| 5.                                 | 11 oktober 2013                  | Maksimirstadion, Zagreb                | Kroatië – België                 | 1 – 2                            | WK-kwalificatie 2014             | 0                                |
| 6.                                 | 31 mei 2014                      | Stadion Gradski vrt, Osijek            | Kroatië – Mali                   | 2 – 1                            | Vriendschappelijk                | 0                                |
| 7.                                 | 6 juni 2014                      | Estádio Roberto Santos, Salvador       | Australië – Kroatië              | 0 – 1                            | Vriendschappelijk                | 0                                |
| 8.                                 | 12 juni 2014                     | Novo Estádio do Corinthians, São Paulo | Brazilië – Kroatië               | 3 – 1                            | WK 2014                          | 0                                |
| 9.                                 | 23 juni 2014                     | Arena Cidade da Copa, Recife           | Kroatië – Mexico                 | 1 – 3                            | WK 2014                          | 0                                |
| Als speler van US Sassuolo         |                                  |                                        |                                  |                                  |                                  |                                  |
| 10.                                | 12 november 2014                 | Boleyn Ground, Londen                  | Argentinië – Kroatië             | 2 – 1                            | Vriendschappelijk                | 0                                |
| 11.                                | 7 juni 2015                      | Varteksstadion, Varaždin               | Kroatië – Gibraltar              | 4 – 0                            | Vriendschappelijk                | 0                                |
| 12.                                | 12 juni 2015                     | Poljudstadion, Split                   | Kroatië – Italië                 | 1 – 1                            | EK-kwalificatie 2016             | 0                                |
| 13.                                | 3 september 2015                 | Bakcell Arena, Bakoe                   | Azerbeidzjan – Kroatië           | 0 – 0                            | EK-kwalificatie 2016             | 0                                |
| 14.                                | 6 september 2015                 | Ullevaalstadion, Oslo                  | Noorwegen – Kroatië              | 2 – 0                            | EK-kwalificatie 2016             | 0                                |
| 15.                                | 17 november 2015                 | Olimp-2, Rostov aan de Don             | Rusland – Kroatië                | 1 – 3                            | Vriendschappelijk                | 0                                |
| 16.                                | 23 maart 2016                    | Stadion Gradski vrt, Osijek            | Kroatië – Israël                 | 2 – 0                            | Vriendschappelijk                | 0                                |
| 17.                                | 26 maart 2016                    | Groupama Arena, Boedapest              | Kroatië – Hongarije              | 1 – 1                            | Vriendschappelijk                | 0                                |
| 18.                                | 27 mei 2016                      | Gradski Stadion, Koprivnica            | Kroatië – Moldavië               | 1 – 0                            | Vriendschappelijk                | 0                                |
| 19.                                | 4 juni 2016                      | Stadion Rujevica, Rijeka               | Kroatië – San Marino             | 10 – 0                           | Vriendschappelijk                | 0                                |
| 20.                                | 17 juni 2016                     | Stade Geoffroy-Guichard, Saint-Étienne | Tsjechië – Kroatië               | 2 – 2                            | EK 2016                          | 0                                |
| 21.                                | 21 juni 2016                     | Nouveau Stade Bordeaux, Bordeaux       | Kroatië – Spanje                 | 2 – 1                            | EK 2016                          | 0                                |
| Totaal                             | Totaal                           | Totaal                                 | Totaal                           | Totaal                           | Totaal                           | 0                                |
| Laatst bijgewerkt op 26 juni 2016. |                                  |                                        |                                  |                                  |                                  |                                  |

## Erelijst
| Competitie             |               |                                    |               |               |
| Competitie             | Aantal        | Jaren                              |               |               |
| Dinamo Zagreb          | Dinamo Zagreb | Dinamo Zagreb                      | Dinamo Zagreb | Dinamo Zagreb |
| ---------------------- | ------------- | ---------------------------------- | ------------- | ------------- |
| 1. HNL                 | 4x            | 2009/10, 2010/11, 2011/12, 2012/13 |               |               |
| Hrvatski nogometni kup | 2x            | 2010/11, 2011/12                   |               |               |
| Atlético Madrid        |               |                                    |               |               |
| UEFA Europa League     | 1x            | 2017/18                            |               |               |
| Primera División       | 1x            | 2020/21                            |               |               |

| Competitie | Winnaar | Winnaar | Runner-up | Runner-up | Derde   | Derde   |
| Competitie | Aantal  | Jaren   | Aantal    | Jaren     | Aantal  | Jaren   |
| Kroatië    | Kroatië | Kroatië | Kroatië   | Kroatië   | Kroatië | Kroatië |
| ---------- | ------- | ------- | --------- | --------- | ------- | ------- |
| FIFA WK    |         |         | 1x        | 2018      |         |         |